# جوزيف إي. ماير
جوزيف إي. ماير (بالإنجليزية: Joseph E. Meyer)‏ هو عالم نبات أمريكي، ولد في 5 سبتمبر 1878 في كينوشا في الولايات المتحدة، وتوفي في 9 مارس 1950 في ميامي في الولايات المتحدة.